# Makary z Optiny
Makariusz, imię świeckie: Michaił Nikołajewicz Iwanow (ur. 9 listopada?/20 listopada 1788 w Orle, zm. 26 sierpnia?/7 września 1860 w Kozielsku) – święty mnich prawosławny, jeden z świętych starców Pustelni Optyńskiej. 

## Życiorys
Pochodził z rodziny szlacheckiej, wcześnie stracił matkę. Gdy zmarł również jego ojciec, Michaił Iwanow porzucił pracę w administracji państwowej i podzielił spadek po rodzicach między pozostałych braci, po czym wstąpił jako posłusznik do Pustelni Płoszczańskiej, gdzie też złożył śluby zakonne. Znalazł się tam pod duchową opieką starca Atanazego, który z kolei był uczniem późniejszego świętego prawosławnego Paisjusza Wieliczkowskiego. Razem z nim tłumaczył teksty Ojców Kościoła (pracę nad przekładami ich dzieł na język cerkiewnosłowiański i język rosyjski prowadził przez całe życie). 
Do Pustelni Optyńskiej udał się po wprowadzeniu w tym monasterze instytucji starczestwa, pod opiekę późniejszego świętego mnicha Lwa (Nagołkina). Po kilku latach został wybrany przez mnichów klasztoru drugim, obok mnicha Lwa, starcem. Po śmierci tego ostatniego był jedynym zakonnikiem optyńskim pełniącym tę funkcję. Wśród osób świeckich, które spotykały się z nim w celu rozmowy na tematy duchowe, byli liczni inteligenci, w tym pisarze Nikołaj Gogol i Aleksy Tołstoj. Mnich był, według świadków, obdarzony darem wypędzania złych duchów i czynienia cudów.
Zmarł w 1860, do śmierci wykonując obowiązki wynikające ze starczestwa. Jego relikwie znajdują się w cerkwi Włodzimierskiej Ikony Matki Bożej w Pustelni Optyńskiej